# Slocan (Colombie-Britannique)
Slocan est un village canadien de la province de Colombie-Britannique. Le village tient son nom d'un mot kutenai, langue amérindienne, qui veut dire « percer le crâne » à cause d'une méthode de pêche au saumon.

## Histoire

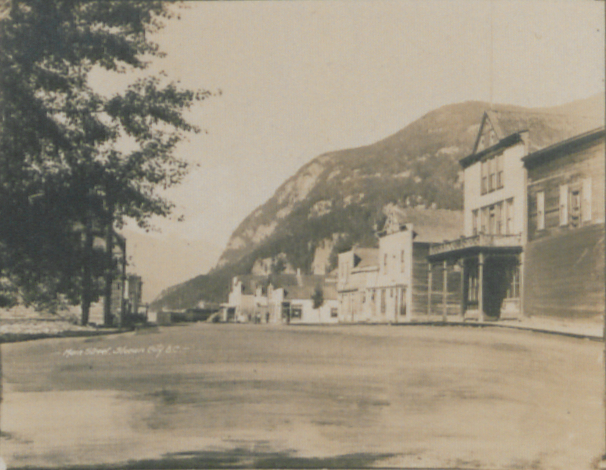
Slocan en 1920

Le village a été habité depuis 1892 mais officiellement fondé en 1901.
Durant la Seconde Guerre mondiale, Slocan a été un camp d'internement pour citoyens canadiens d'origine japonaise. Parmi ses détenus figurent les célèbres David Suzuki, et Joy Kogawa, auteur de Obasan.

## Démographie
| 2001 | 2006 | 2011 | 2016 |
| ---- | ---- | ---- | ---- |
| 336  | 314  | 296  | 289  |

,

## Personnalité
- Un aviateur de l'Écrasement du Liberator III à Saint-Donat en 1943 était originaire de Slocan.